# شرود
مایکل گِرِشِک (به انگلیسی: Michael Grzesiek) (متولد 2 ژوئن 1994)، که با نام مستعار شِرود (به انگلیسی: Shroud) (که قبلاً mEclipse بود) شناخته می‌شود، یوتیوبر و استریمر کانادایی و بازیکن حرفه ای سابق کانتر-استرایک: گلوبال آفنسیو است.
او برای بازی کردن بازی‌های تیراندازی اول شخص و بازی بتل رویال مانند کانتر-استرایک: گلوبال آفنسیو, پلیرآن‌نونز بتل‌گراندز, ایپکس لجندز, ولورنت, و بیشتر شناخته می‌شود. شرود اغلب به عنوان یکی از بهترین "هدف گیر"‌ها شناخته می‌شود. در آوریل ۲۰۲۱، کانال توییچ وی به بیش از ۹ میلیون دنبال کننده رسید و به عنوان سومین کانال دنبال کننده در توییچ محسوب می‌شود، و کانال یوتیوب وی بیش از ۶٫۷۷ میلیون مشترک دارد.

## حرفه
گِرِشِک فعالیت خود را با CS:GO و بازی با چند تیم ESEA از جمله تیم‌های Exertus و Manajuma آغاز کرد. در اوت ۲۰۱۴، با تیم Cloud9 قرارداد همکاری امضا کرد. او به هدایت تیم Cloud9 به کسب مقام دوم در مسابقاتESL One Cologne 2017 کمک کرد و توانست مقام اول را در مسابقه ESL Pro League Season 4 در سال ۲۰۱۶ برای این تیم به ارمغان بیاورد.
در تاریخ ۱۶ اوت ۲۰۱۷، وی اعلام کرد که از تیم Cloud9 خارج می‌رود، اما او به عنوان جانشین تیم بر روی «نیمکت» باقی می‌ماند. در ۱۸ آوریل ۲۰۱۸، گِرِشِک تیم Cloud9 و بازی حرفه ای CS: GO را به‌طور کامل ترک کرد. او گاهی این را بازی می‌کند اما به صورت حرفه ای ادامه نمی‌دهد.
او همچنین در تورنومنت "Twitch Rivals" در رشته PUBG شرکت کرد که در بخش دوئل او در رده دوم قرار گرفت و یک جایزه ۵٬۴۵۰ دلاری را از آن خود کرد.
گِرِشِک از زمانی که از CS:GO کناره‌گیری کرد و به استریمر تمام وقت بدل شد، مجموعه متنوعی از بازی‌ها را حفظ کرد و بیش از ۶۰۰۰ ساعت استریم آنها را انجام داد و بیش از ۳۶۶ میلیون بازدید کلی را به دست آورد.
در ۱۰ مارس ۲۰۱۹، در ساعت ۱۲:۰۲ صبح او به ۱۰۰٬۰۰۰ مشترک در وبسایت توییچ رسید و روز بعد ۱۴۰۰۰ مشترک دیگر به دست آورد. همچنین او به استریم تمام وقت در وبسایت توییچ تا اکتبر ۲۰۱۹ ادامه داد.
در ۲۴ اکتبر سال ۲۰۱۹، گِرِشِک رسماً اعلام کرد که از وبسایت توییچ خارج می‌شود و به به‌طور انحصاری در سرویس مایکروسافت به اسم MIXER استریم خود را ادامه می‌دهد. این تصمیم طرفداران وی را غافلگیر کرد.
او در این باره گفته: «من فکر کردم که این موضوع بهترین اتفاق در حرفه من است.» او گفت که در توییچ کاهش مخاطب داشته اما از بازی و بازی‌هایی که انجام می‌دهد لذت می‌برد، و از طرف جامعه و هوادارانی که او را در انتقال خود به سمت میکسر دنبال می‌کنند، استقبال می‌کند.

## جوایز و نامزدها
| سال  | مراسم          | دسته‌بندی     | نتیجه | منبع   |
| ---- | -------------- | ------------ | ----- | ------ |
| ۲۰۱۹ | Esports Awards | محتواساز سال | برنده | [ ۱۷ ] |

## دستاوردها
| تاریخ      | مقام       | سطح     | مسابقه                                        | تیم | نتیجه | نتیجه   | جایزه    |
| ---------- | ---------- | ------- | --------------------------------------------- | --- | ----- | ------- | -------- |
| ۲۰۱۷-۰۷-۰۹ | دوم        | Premier | ESL One: Cologne 2017                         |     | ۰: ۳  |         | $۴۰٬۰۰۰  |
| ۲۰۱۷-۰۶-۲۵ | سوم-چهارم  | Premier | Esports Championship Series Season 3 – Finals |     | ۰: ۲  |         | $۶۵٬۰۰۰  |
| ۲۰۱۷-۰۶-۱۱ | اول        | Minor   | Americas Minor Championship – Kraków 2017     |     | ۲: ۱  |         | $۳۰٬۰۰۰  |
| ۲۰۱۶-۱۰-۳۰ | اول        | Premier | ESL Pro League Season 4 – Finals              |     | ۲: ۱  |         | $۲۰۰٬۰۰۰ |
| ۲۰۱۶-۰۹-۱۸ | دوم        | Premier | DreamHack Open Bucharest 2016                 |     | ۰: ۲  |         | $۲۰٬۰۰۰  |
| ۲۰۱۶-۰۷-۲۱ | پنجم-هشتم  | Premier | ELEAGUE Season 1                              |     | ۱: ۲  |         | $۵۰٬۰۰۰  |
| ۲۰۱۶-۰۶-۲۵ | پنجم - ششم | Premier | Esports Championship Series Season 1 – Finals |     | ۰: ۲  |         | $۶۵٬۰۰۰  |
| ۲۰۱۵-۱۱-۱۵ | اول        | Premier | iBUYPOWER Cup                                 |     | ۲: ۱  |         | $۶۵٬۰۰۰  |
| ۲۰۱۵-۰۷-۰۵ | دوم        | Premier | ESL ESEA Pro League Season 1 – Finals         |     | ۱: ۳  |         | $۶۰٬۰۰۰  |
| ۲۰۱۵-۰۶-۲۲ | اول        | Premier | ESL ESEA Pro League Season 1 – North America  |     | ۱۹/۳  | Grp. S. | $۱۸٬۰۰۰  |